# Нимфейски договор (1214)
 Тази статия е за договора между Латинската империя и Никейската империя.  За договора между Никейската империя и Генуезката република вижте Нимфейски договор (1261).  
Нимфейският договор от декември 1214 г. узаконява новото статукво в Мала Азия и взаимното признаване между Никейската империя от една страна и Латинската империя от друга. Това е първият акт в международното право узаконяващ двете нови империи на мястото на Византийската/Източната римска империя след превземането на Константинопол от участниците в Четвъртия кръстоносен поход десет години по-рано.
Договорът носи името си от мястото на сключването му – Нимфея, днес Кемалпаша. Договорът узаконява съществуващото териториално статукво след неуспешната кръстоносна кампания в Мала Азия, целяща да отнеме остатъчните византийски владения. За Латинската империя остават от Мала Азия само областите Витиния и Мизия.
От друга страна договорът е успех за Ласкаридите, т.к. кръстоносците се отказват да подкрепят Трапезундската империя в опитите ѝ да овладее черноморските градове Хераклея Понтика и Амасра.
Договорът действа само десетилетие до битката при Пойманион до Лампсак, след която Латинската империя остава в Азия само с Никомедия и Витинския полуостров, а никейците добавят към владенията си островите Лесбос, Самос и Хиос. В последното време Епирското деспотство завладява Солун, слагайки края на Солунското кралство с които събития от 1224/5 г. става ясно че възвръщането на Константинопол е само въпрос на време с конкуренция.